# Hunter Douglas
A Hunter Douglas é uma empresa multinacional neerlandesa controlada pela 3G Capital. Seu principal negócio é fazer persianas e coberturas. A empresa está listada publicamente.
A sede é em Roterdã, na Holanda, mas há também um escritório administrativo em Lucerna, na Suíça.

## Estrutura
A estrutura corporativa atual, Hunter Douglas, foi formada nas Antilhas Holandesas em 1971, como resultado de uma reestruturação da entidade canadense anterior, Hunter Douglas Ltd. Por razões tributárias, os investidores poderiam escolher opções comuns ou preferenciais ações até 1990. Atualmente a empresa opera em mais de 100 países.

### Europa
- Sede Mundial e Operações da EMEA: Roterdã, Holanda.
- Gabinete de gestão: Lucerna, Suíça.
- As filiais europeias empregaram 8066 pessoas em 2017.

### América do Sul
- Sede da América do Sul: São Paulo, Brasil. As subsidiárias da América do Sul empregaram 1483 pessoas em 2017.

### Ásia
- Sede asiática: Xangai, República Popular da China. Tem fábricas e escritórios de vendas na China (incluindo zona econômica especial de Hong Kong), Taiwan, Tailândia, Singapura, Índia, Indonésia, Coreia, Vietnã, Filipinas, Japão. As subsidiárias asiáticas empregavam 1390 pessoas em 2017.

### Austrália
- Uma subsidiária 100% subsidiária, Hunter Douglas Limited, foi fundada em 1955. Tem sede em Rydalmere, Nova Gales do Sul, e em 2017 tinha 327 funcionários.